# رود کوکشنگا
رود کوکشنگا رودی است که به Ustya River می‌ریزد. این رود از کشور روسیه می‌گذرد و طول آن ۲۵۱ کیلومتر (۱۵۶ مایل) است.